# BioMedical Engineering OnLine
BioMedical Engineering OnLine es una revista científica de acceso abierto solo en línea revisada por pares que cubre la ingeniería biomédica. Fue establecida en 2002 y es publicada por BioMed Central. Los editores en jefe son Ervin Sejdic ( Universidad de Pittsburgh y Fong-Chin Su ( Universidad Nacional Cheng Kung ). Según Journal Citation Reports , la revista tiene un factor de impacto de 2018 de 2.013.Según Aademyc-accelerator la revista tiene un factor de impacto de 3.235 para el período de 2021-2022 

## Métricas de revista
2023
- Web of Science Group : 2.819
- Índice h de Google Scholar:81
- Scopus: 4.113